# چاه حاجی کیچی میان‌رود
چاه حاجی کیچی میان‌رود یا چاه حاجی کیچی میانرو روستایی در دهستان چشمه زیارت بخش مرکزی شهرستان زاهدان استان سیستان و بلوچستان ایران است.

## جمعیت
بر پایه سرشماری عمومی نفوس و مسکن در سال ۱۳۹۵ جمعیت این روستا ۹۹ نفر (۲۴خانوار) بوده‌است.